# Microstylum oberthuerii
Microstylum oberthuerii là một loài ruồi trong họ Asilidae. Microstylum oberthuerii được Wulp miêu tả năm 1896. Loài này phân bố ở miền Ấn Độ - Mã Lai.